# Luka Grubor
Luka Grubor (Zagreb, Yugoslavia, 27 de diciembre de 1973) es un deportista británico que compitió en remo.
Participó en los Juegos Olímpicos de Sídney 2000, obteniendo una medalla de oro en la prueba de ocho con timonel. Ganó dos medallas en el Campeonato Mundial de Remo, en los años 1999 y 2002.

## Palmarés internacional
| Juegos Olímpicos   | Juegos Olímpicos        | Juegos Olímpicos | Juegos Olímpicos   |
| Año                | Lugar                   | Medalla          | Prueba             |
| ------------------ | ----------------------- | ---------------- | ------------------ |
| 2000               | Sídney (Australia)      | Medalla de oro   | Ocho con timonel   |
| Campeonato Mundial |                         |                  |                    |
| Año                | Lugar                   | Medalla          | Prueba             |
| 1999               | St. Catharines (Canadá) | Medalla de plata | Ocho con timonel   |
| 2002               | Sevilla (España)        | Medalla de oro   | Cuatro con timonel |